# 岭儿坝遗址
岭儿坝遗址，位于中国甘肃省舟曲县，为一个省级文物保护单位，类型为古遗址。
岭儿坝遗址的历史年代为新石器时代。